# Linda Perry
Pour les articles homonymes, voir Perry.
Linda Perry, née le 15 avril 1965 à Springfield (Massachusetts), est une musicienne, chanteuse, parolière, compositrice et productrice américaine. Elle a des origines brésiliennes et portugaises. Elle est connue pour avoir été la chanteuse et guitariste du groupe 4 Non Blondes et la productrice de chansons à succès comme Get the Party Started de Pink, What You Waiting For? de Gwen Stefani ou Beautiful et Hurt de Christina Aguilera.

## Biographie et carrière

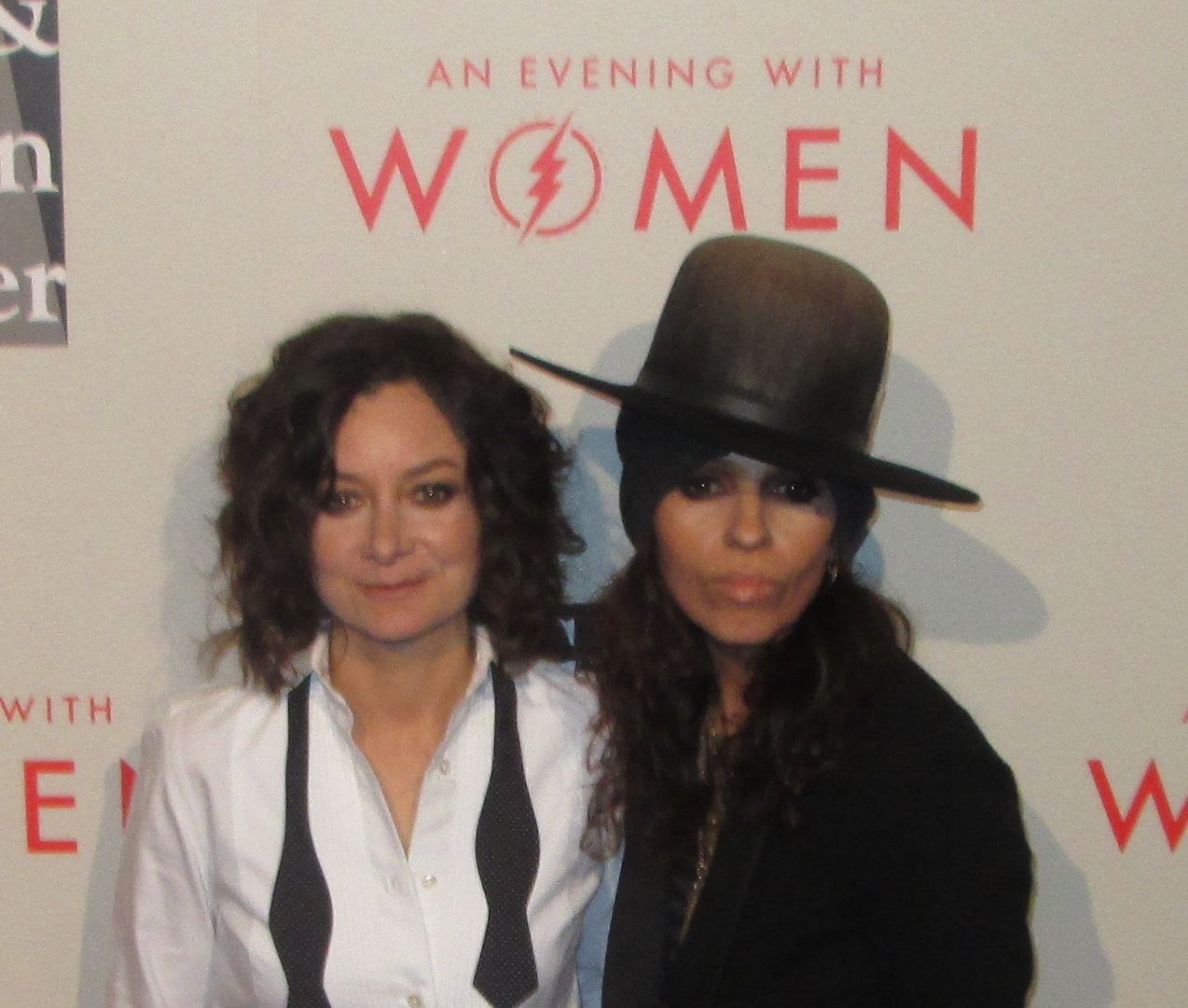
Linda Perry (à droite) en 2014 avec Sara Gilbert (son épouse d'alors) à l'événement An Evening with Women au Centre LGBT de Los Angeles

Linda Perry naît le 15 avril 1965 dans une famille nombreuse. Après ses études secondaires, elle part pour San Francisco en 1987. Elle y commence sa carrière musicale en chantant avec sa guitare ses propres textes dans la rue, puis dans des cafés. Elle est ensuite recrutée dans le groupe 4 Non Blondes par Christa Hillhouse en 1989.
Le groupe publie en 1992 son second album Bigger, Better, Faster, More! sous le label Interscope, avec notamment la chanson What's Up?, écrite par Linda Perry. Le titre devient alors le plus grand succès des 4 Non Blondes.
Linda Perry, ayant révélé son homosexualité quelques années plus tôt, est dès lors ouvertement lesbienne. Elle est en couple avec l'actrice américaine Clementine Ford jusqu'en 2011 puis épouse en 2014 Sara Gilbert. En 2015, Sara donne naissance à leur fils, prénommé Rhodes Emilio Gilbert Perry. Le couple se sépare en 2019.
Elle quitte les 4 Non Blondes en 1995. Son label Interscope lui permet alors de publier un album solo. C'est finalement en 1996 qu'il est publié, intitulé In Flight. Son deuxième album solo, After Hours, quant à lui, sort en 1999.
En 2001, sa carrière de productrice démarre réellement par ses participations sur les albums Stripped de Christina Aguilera et M!ssundaztood de Pink. Dès cette période, elle participe également activement aux projets de Courtney Love, James Blunt, Gwen Stefani, Vanessa Carlton, Kelly Osbourne… Elle fonde de plus son propre label, Custard Records.
Linda Perry signe en 2005 avec le label Kill Rock Stars, qui lui permet de publier une réédition de son album In Flight.
En 2011, Linda Perry fonde un nouveau groupe avec Tony Tornay : Deep Dark Robot. Le premier album du groupe, 8 Songs About a Girl, sort en mars, porté par le single Won't You Be My Girl.
En juin 2015, Linda Perry a été admise au Songwriters Hall of Fame lors d'une cérémonie à New York.
En 2015, Linda Perry écrit la bande originale du film Free Love intitulée Hands of Love et interprétée par Miley Cyrus.
Linda Perry a co-écrit, en 2015, une chanson avec Adele pour son album 25 intitulé Can not Let Go qui a été incluse en tant que bonus track sur l'album Adele 25 - Target Deluxe Edition. Linda Perry a joué au piano, produit et conçu la piste.

## Artistes produits

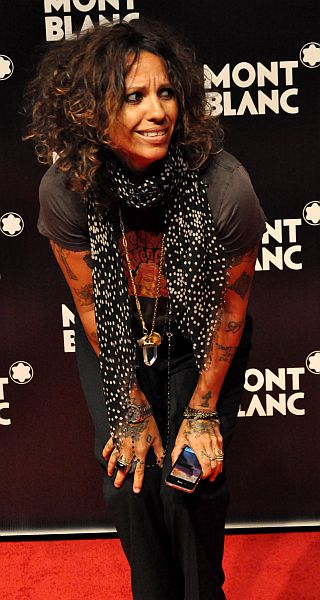
Linda Perry en 2010.

- Christina Aguilera
- Blaque
- James Blunt
- Vanessa Carlton
- Cheap Trick
- Céline Dion
- Dixie Chicks
- Giusy Ferreri
- Fischerspooner
- The Format
- 4 Non Blondes
- Gina Gershon
- Goapele
- Faith Hill
- Alex Hepburn
- Janis Ian
- Ben Jelen
- Joan Jett
- Jewel
- Joanna
- Juliette and the Licks
- Alicia Keys
- Lillix
- Little Fish
- Courtney Love
- LP
- Kelly Osbourne
- Pink
- Daniel Powter
- Lisa-Marie Presley
- Gavin Rossdale
- Patty Schemel
- Jamie Scott
- The Section Quartet
- Skin
- Solange
- Britney Spears
- Ringo Starr
- Gwen Stefani
- Stone Fox
- Sugababes
- Sierra Swan
- The Waiting

## Discographie

### Albums studio
- 1996 : In Flight
- 1999 : After Hours

## Cinéma
Scénariste
- 1997 : Pink as the Day She Was Born de Steve Hall (non créditée)

Musique
- 2022 : To Leslie de Michael Morris (en)